# Wonderful Tonight
"Wonderful Tonight" é uma canção composta e interpretada pelo guitarrista, cantor e compositor britânico Eric Clapton, incluída em seu álbum de 1977, Slowhand.

## Interpretação
Clapton compôs a canção "Wonderful Tonight" para sua ex-esposa, Pattie Boyd. Em 1988, Clapton tocou no concerto para Nelson Mandela como artista convidado com Dire Straits, onde fizeram uma versão da canção com o apoio do grupo.[carece de fontes?]

## Outras versões
A canção tem uma versão em português intitulada Esta Noite Foi Maravilhosa, gravada pela dupla Leandro & Leonardo presente no sexto disco lançado em 1992.